# Lophophelma eucryphes
Lophophelma eucryphes là một loài bướm đêm trong họ Geometridae.